# Val Canè
La Val Canè, talora indicata come Val di Canè, è una valle alpina della Provincia di Brescia; è una sussidiaria dell'alta Val Camonica ed è all'interno del Parco Nazionale dello Stelvio.
Si tratta di una piccola valle che inizia a nord del paese omonimo e termina a 3 228 m con la Punta di Pietra Rossa. È percorsa dal torrente Fomedio.